# Grand Quartier général (Empire allemand)
Pour les articles homonymes, voir Grand Quartier général.

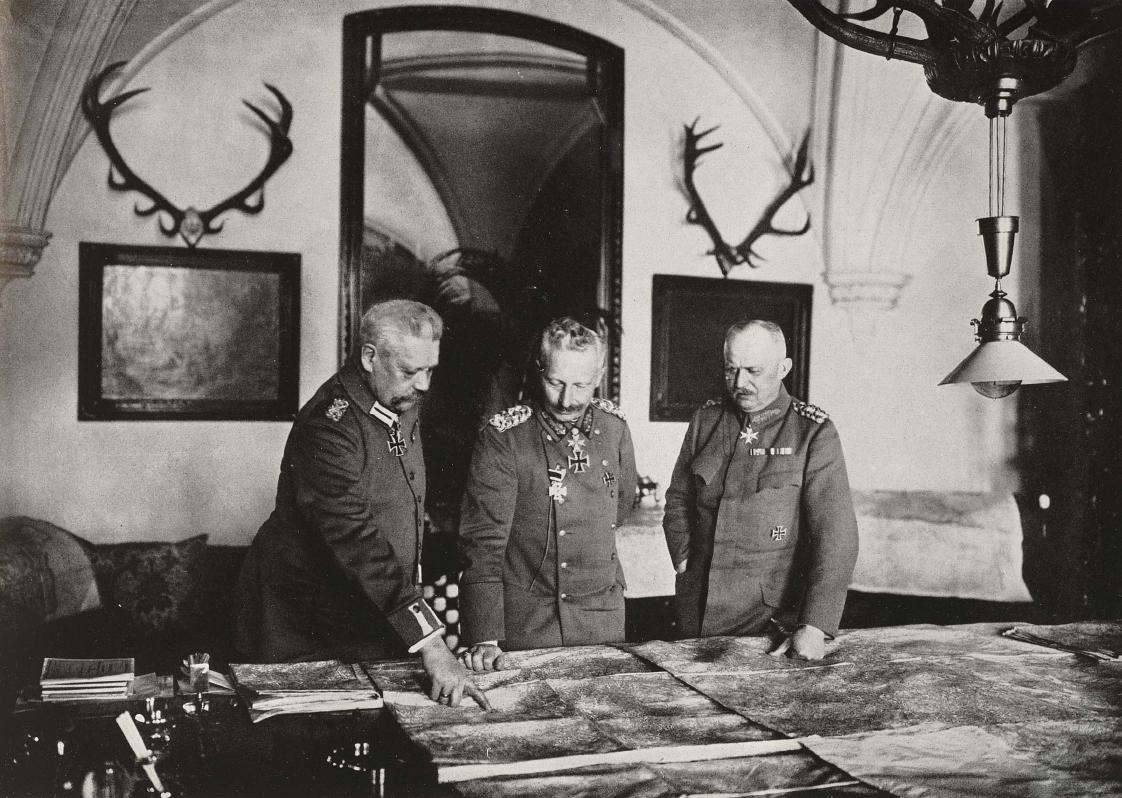
Paul von Hindenburg (à gauche), le kaiser Guillaume II (au milieu) et Erich Ludendorff (à droite) au château de Pszczyna.

Le Grand Quartier général (Großes Hauptquartier) était le centre de commandement des forces armées allemandes de 1870 à 1919. Il était composé des différentes armes (marine, aviation, infanterie) et de personnalités politiques de l'Empire allemand et de la confédération de l'Allemagne du Nord.

## Membres importants
- Empereur Guillaume I, Oberbefehlshaber allemand (commandant en chef)
- Empereur Guillaume II, Oberbefehlshaber allemand

### En1914
- Chancelier impérial et ministre-président de Prusse, Theobald von Bethmann Hollweg[1],[2] (1914-13 juillet 1917, démission[3])
- Secrétaire d’État aux Affaires étrangères, Gottlieb von Jagow (1914-22 novembre 1916, licenciement)
- Chef du cabinet civil secret, Rudolf von Valentini (1914-17 janvier 1918, démission)
- Ministre prussien de la Guerre et chef d'état-major général, Erich von Falkenhayn
- Chef d'état-major de la Marine, Alfred von Tirpitz (1914-15 mars 1916, démission)
- Chef d’état-major général de l’armée de campagne, Helmuth Johannes Ludwig von Moltke[4] (1914-18 juin 1916, mort)
- Chef d'état-major de l'armée de terre, Wilhelm von Dommes (1914-22 octobre 1914)
- Chef d'état-major de l'amirauté de la marine impériale, Hugo von Pohl
- Chef d’état-major du chef des chemins de fer de campagne, Erich von Oldershausen (de) (1914-1919, démission)
- Chef de la garde de l'état-major, Kurt Kühme (de) (1914-1915)
- Chef du département des chemins de fer ; premier quartier-maître général[5], Wilhelm Groener (1914-1919)
- Chef du département des opérations, Friedrich Kress von Kressenstein (2 août-20 septembre 1914)
- Chef des services médicaux de campagne, Otto von Schjerning (de)
- Chef de la télégraphie de terrain, William Balck (1914-7 décembre 1914)
- Chef de la section II de l’artillerie lourde, des mortiers, des forteresses et des munitions, Walther Nernst (septembre-28 octobre 1914[6])
- Colonel général, Richard von Schubert (en) (8 octobre-novembre 1914)
- Général du Génie et des Pionniers, Eberhard von Claer (1914-25 août 1914)
- Général d'artillerie à pied, Ludwig von Lauter (en) (1914-1917)
- Officier de liaison austro-hongrois, Josef Graf Stürgkh (1914-mai 1915[7])
- Plénipotentiaire militaire de Bavière, Karl von Wenninger[8] (1914-7 novembre 1914)
- Plénipotentiaire militaire, Traugott Leuckart von Weißdorf (de) (5 août 1914-14 février 1917)
- Plénipotentiaire militaire du Wurtemberg ; adjudant général, Friedrich von Graevenitz (de) (1914-7 décembre 1918[9])
- Adjudant général, Oskar von Chelius
- Adjudant du chef de l'Amirauté, Otto von Schubert (de) (novembre 1914-janvier 1915)
- Adjudant du général d'artillerie à pied, Richard von Pawelsz (1914-25 août 1914)
- Adjudant puis officier d'état-major, Kurt von Hammerstein (1914-1918)
- Représentant de l'Office des Affaires étrangères, Werner von Grünau (de) (1914-1918)
- Représentant du chef du cabinet civil secret, Gottfried von Dryander (de) (1914-1918)
- Représentant du plénipotentiaire militaire de Bavière, Philipp von Hellingrath (en) (5 novembre 1914-6 mars 1915)
- Major, Rudolf Schniewindt (de) (1er novembre 1914-1918)
- Amiral, Georg Alexander von Müller
- Général der Infanterie, Moriz von Lyncker
- Secrétaire d'État aux colonies, Wilhelm Solf

### À partir de1915
- Ministre prussien de la Guerre, Adolf Wild von Hohenborn
- Secrétaire de légation ; représentant de l'Office des Affaires étrangères, Erich von Luckwald (de) (15 juillet 1915-1918[10],[11])
- Chef d’état-major de l’amiral de la marine, Albert Scheibe (de) (février-août 1915)
- Chef de l’aviation de campagne ; Chef d’état-major du commandant des forces aériennes, Hermann von der Lieth-Thomsen (27 mars 1915-janvier 1919)
- Officier de liaison austro-hongrois, Alois Klepsch-Kloth von Roden (cs) (mai 1915[7]-1918)
- Officier de liaison, Otto Kranzbühler (de) (juillet 1915-mars 1917)
- Plénipotentiaire militaire, Karl von Nagel zu Aichberg (de) (6 mars 1915-6 juin 1917)

### À partir de1916ou1917
- Generalfeldmarschall et Chef du Grand État-Major, Paul von Hindenburg (29 août 1916-23 juillet 1919)
- Général, Chef de l’état-major général et Chef du deuxième commandement suprême de l’armée, Erich Ludendorff (29 août 1916-26 octobre 1918)
- Secrétaire d'état aux Affaires étrangères, Richard von Kühlmann (5 août 1917-9 juillet 1918, démission[12])
- Chef d’état-major, Traugott von Sauberzweig (juin 1916-9 septembre 1917)
- Chef du département des chemins de fer, Oswald Lutz (décembre 1917-25 septembre 1918, démission)
- Chef de l'interprétation et du chiffrement au département du renseignement, Curt Selchow (en) (1er août 1917[13]-1er décembre 1918)
- Commandant des forces aériennes, Ernst von Hoeppner (octobre 1916-janvier 1919)
- Général Intendant, Johann Georg von Dewitz (de) (mars 1917-novembre 1918)
- Plénipotentiaire militaire de Bavière, Bernhard von Hartz (de) (25 janvier 1917-6 avril 1918)
- Conseiller du quartier-maître général, Robert von Keyserlingk-Cammerau (de) (1917)
- 2e adjudant du chef de la télégraphie de campagne, Ernst Sachs (en) (février 1916-juin 1917)
- Adjudant du plénipotentiaire militaire du Wurtemberg, Alfred Knoerzer (de) (1916-1918)
- Représentant de l’état-major de l’amiral de la marine Chef adjoint de l’état-major de l’amiral de la Marine[14], Friedrich von Bülow (de) (19 avril 1916-6 mars 1919)
- Représentation du chancelier du Reich, Karl Schwarzkopf (de) (1917-1918)
- Conseiller de légation ; représentant de l'Office des Affaires étrangères ; représentant de la chancelière du Reich, Kurt von Lersner (1916-avril 1919[15])
- Géologue de guerre, Julius Ludwig Wilser (de) (1917-1918)

### Conférences de Spa
- Empereur austro-hongrois, Charles Ier (12 mai, 14-15 août)
- Ministre des Affaires étrangères d'Autriche-Hongrie, Stephan Burián von Rajecz (12 mai, 14-15 août[16],[17])
- Chef d'état-major de l'armée commune, Arthur Arz von Straußenburg (15 août[16])
- Dioscures, Paul von Hindenburg et Erich Ludendorff (12 mai[18], 2-3 juillet, 13-14 août, 29 septembre[19])
- Prince héritier impérial Guillaume (13-14 août[20])
- Chancelier et ministre-président de Prusse, Georg von Hertling (2-3 juillet[21], 13-14 août[20], 29 septembre[22],[19])
- Secrétaire d'état aux Affaires étrangères, Richard von Kühlmann (12 mai[18], 2-3 juillet[23])
- Secrétaire d’État aux Affaires étrangères, Paul von Hintze (13-14 août[24],[20], 29 septembre[25],[19])
- Secrétaire d’État au Trésor du Reich, Siegfried von Rödern (en) (12 mai[18])
- Sous-secrétaire d'État à la chancellerie, Wilhelm von Radowitz (de) (2-3 juillet[21])
- Représentant de l'Office des Affaires étrangères, Frederic von Rosenberg (2-3 juillet[21])
- Ministre de la marine, Edouard von Capelle (2-3 juillet[21])
- Ministre prussien de la guerre, Hermann von Stein (2-3 juillet[21])
- Chef de l’état-major des opérations navales, Reinhard Scheer (12-14 août)
- Chef du département politique auprès du chef d'état-major de l'armée de terre, Paul von Bartenwerffer (de) (2-3 juillet[21])
- Chef d’état-major du chef du département des chemins de fer, Erich von Oldershausen (de) (2-3 juillet[21])
- Général de division, Detlof von Winterfeldt (2-3 juillet[21])

### En 1918
- Général de corps d’armée avec le grade de generalfeldmarschall, Hans von Plessen[26]
- Général, Oskar von Hutier
- Amiral Henri de Prusse
- Président de la commission d'armistice du commandement suprême de l'armée, Erich von Gündell (octobre-9 novembre 1918[27])
- Adjudant à l’état-major du commandant régimentaire des troupes ferroviaires, Hans von Donat (de) (1918)
- Adjudant de Hindenburg, Christian von Pentz (de) (1918[28])
- Général d'artillerie, Theodor Geib (9 mars 1918-8 janvier 1919)
- Général des communications, Karl Mehnert (de) (1918)
- Plénipotentiaire militaire de Bavière, Paul von Köberle (es) (25 août 1918-?)
- Officier de renseignement, Alfred Gerstenberg (en) (janvier-novembre 1918)
- Aide de camp de l'empereur, Sigurd von Ilsemann[29]
- Aide soignant, Klaus Bonhoeffer (automne 1918[30])

### Commission d'armistice
- Président de la commission, Matthias Erzberger
- Premier plénipotentiaire, Erich von Gündell
- Directeur politique de la Commission, Franz von Stockhammern (de)
- Responsable des affaires militaires, Detlof von Winterfeldt
- Représentant de la marine impériale, Ernst Wilhelm Daniel Vanselow (de)
- Représentant de l’Office du Reich à l'Économie, Karl Budding (de)
- Représentant de l'Office des Affaires étrangères, Alfred von Oberndorff
- Ernest Langwerth de Simmern
- Conseiller général, Johannes Heinrich Hemmer
- Expert des chemins de fer, Max Roser (de)
- Expert des chemins de fer belges, Erwin Loitsch (de)
- Expert des questions alimentaires, Friedrich von Braun (de)
- Contre-amiral, Titus Türk (de)
- Amiral, Ernst von Gagern (de)
- Général, Hans von Hammerstein-Gesmold (de)
- Employé au département de politique économique, Ernst Wilms (de)
- Assesseur, Erwin Classen (de)

## Histoire
Le Grand quartier général est créé pendant la guerre franco-allemande pour rassembler les représentants politiques et militaires de la Prusse afin d'y prendre les décisions majeures. Au départ, les princes allemands s’y réunissent en tant que commandants de leurs contingents et de leurs armées. La présence du roi Guillaume Ier sur le champ de bataille va de soi pour ce monarque qui, selon son éducation et sa carrière professionnelle, est avant tout un officier et un soldat.

### Première Guerre mondiale

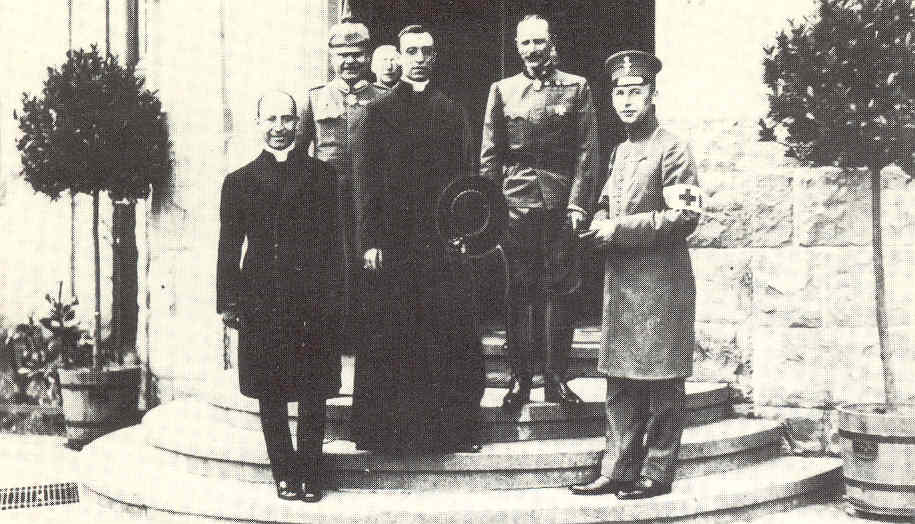
Eugenio Pacelli devant le Quartier général après une audience avec l'empereur, 1917.

En août 1914, son but est de concentrer les plus hautes compétences militaires et politiques entre les mains de l’empereur en tant que commandant suprême et chef de l’État, et donc aussi d’assurer l’uniformité de la politique et de la guerre. Il change de siège plusieurs fois pendant la guerre 1914-1918. Du 2 au 16 août 1914, c’est d’abord dans le bâtiment de l’état-major général à Berlin, puis du 16 au 30 août dans le Kaiser-Wilhelm-Realgymnasium de Coblence. À partir du 30 août, il est dans l'ambassade d’Allemagne à Luxembourg. Le 25 septembre, il est à Charleville-Mézières près du front ouest. En avril 1915, il est transféré au château de Pleß pour mener l'offensive contre l'Empire Russe. En février 1916, il retourne à Charleville-Mézières, et en août à Pleß. Du 2 janvier 1917 au 8 mars 1918, le Grand Quartier général est installé dans le Parkhotel Kurhaus à Bad Kreuznach et à Bad Münster am Stein-Ebernburg. L’empereur réside au château de Bad Homburg. Il accueille Eugenio Pacelli le 29 juin 1917 au grand quartier général.

### Le déclin
Le Grand quartier général est déplacé à Spa pour l'offensive de printemps 1918, qui est un échec pour l'Allemagne. À Spa, l’Empereur réside dans le château de La Fraineuse de l’industriel belge Peltzer. Les représentants allemands et autrichiens s'y rendent pour les conférences de Spa. Le Grand Quartier Général se rend compte que la guerre ne peut plus être gagnée à l'ouest. Néanmoins, le commandement suprême de l’armée met en garde contre des négociations de paix hâtives et, compte tenu de la supériorité des forces alliées, qui sont constamment renforcées, mieux approvisionnées et de plus en plus équipées de chars, abandonne à contrecœur un terrain qui n’est plus tenable. Le 14 septembre, Charles Ier d'Autriche tente de faire la paix avec les forces de l'Entente. Cependant, ils refusent car ils veulent négocier avec l'Allemagne en premier. Le 29 septembre 1918, le Conseil de la Couronne tient donc une réunion de crise au Grand Quartier général de Spa, à laquelle assistent l’empereur Guillaume II, le maréchal Hindenburg et le général Ludendorff, ainsi que le secrétaire d’État aux Affaires étrangères Richard von Kühlmann, l’amiral Paul von Hintze, et le chancelier du Reich Georg von Hertling, représentant le gouvernement impérial. L’empereur Guillaume nomme un chancelier par intérim, le prince Max de Bade, qui doit former un nouveau gouvernement et conclure immédiatement un armistice. Sur l’insistance de Ludendorff, le chancelier envoie une demande de négociations aux Américains le jour de la formation du gouvernement, le 3 octobre 1918. De cette façon, l’armée a transféré la responsabilité au gouvernement civil. La réunion du Conseil privé du 29 septembre est également décrite comme le « début de la fin de l’Empire allemand ».

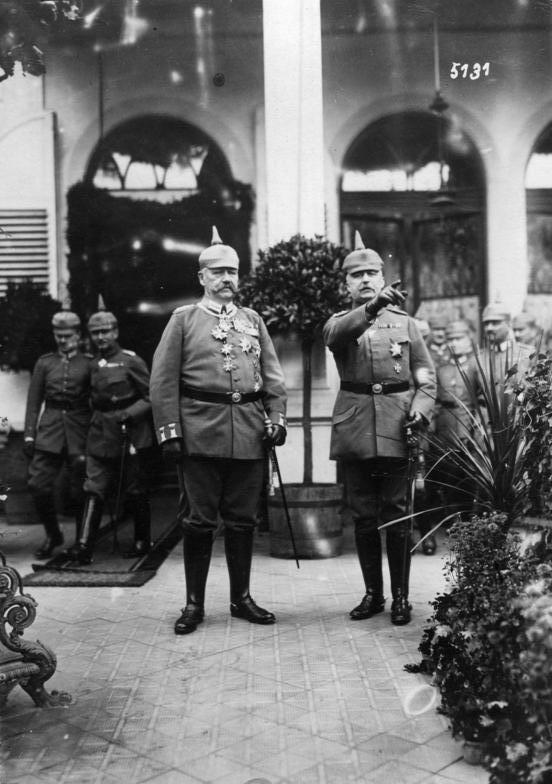
Paul von Hindenburg et Erich Ludendorff au quartier de Bad Kreuznach, 2 octobre 1917.
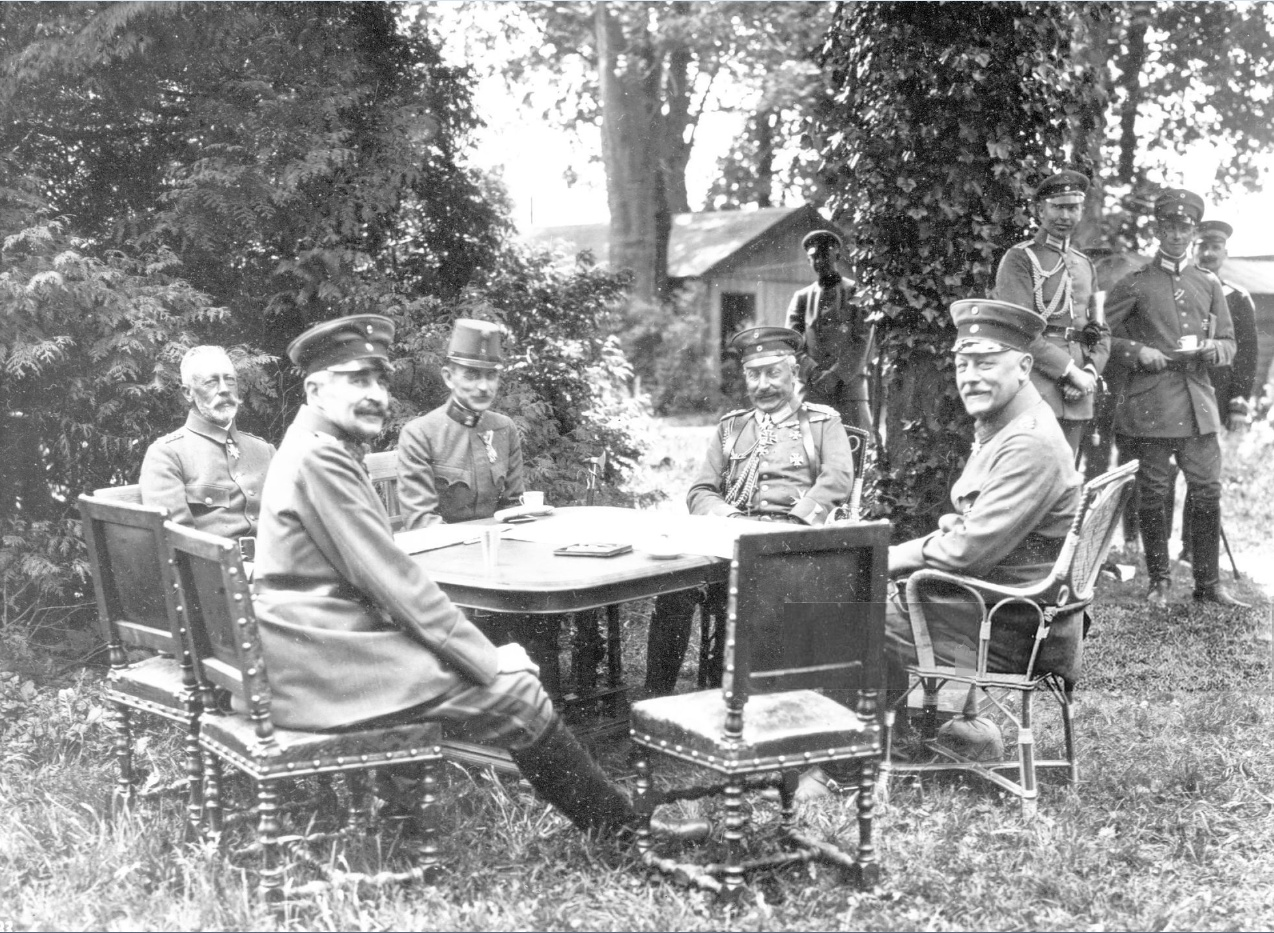
Guillaume II, Oskar von Hutier, Alois Klepsch-Kloth von Roden, Traugott von Sauberzweig et Henri de Prusse autour d'une table à Spa à l'été 1918.
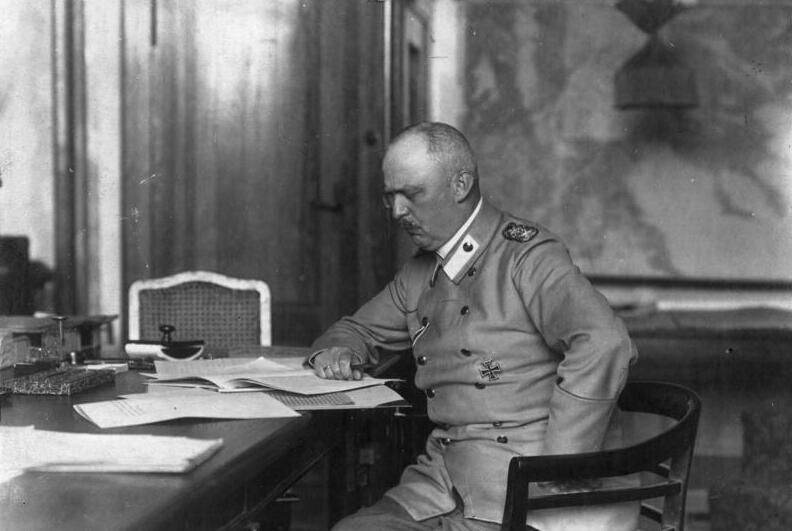
Ludendorff dans son bureau en 1918.
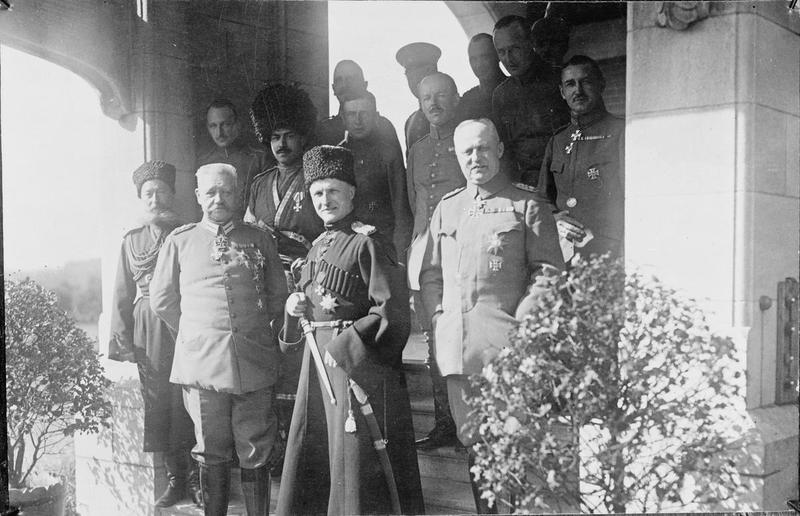
L'hetman Skoropadsky au Grand Quartier général en septembre 1918.

Après le retour à Berlin et l’accord sur les réformes d’Octobre comprenant la transformation du système de gouvernement en monarchie parlementaire, le Kaiser rencontre à nouveau Hindenburg et Ludendorff le 26 octobre 1918 au palais de Bellevue et destitue ce dernier à la demande du nouveau gouvernement du Reich, car il s’oppose à la démocratisation exigée par les Américains comme condition d’un armistice. L’ordre de retrait de la marine impériale le 24 octobre, qui déclenche la révolte des marins à Kiel quelques jours plus tard, s’inscrit dans cette stratégie de « bataille finale » développée par Ludendorff. Pour lui succéder, Hindenburg choisit le général Wilhelm Groener. Le 29 octobre 1918, contre l’avis pressant du chancelier, l’empereur s’enfuit au Grand Quartier Général de Spa, échappant ainsi à la clarification de la question de plus en plus urgente du trône. En conséquence, l’inquiétude du public au sujet d’un coup d’État accroit. Au quartier général, l’empereur Guillaume voit les derniers jours de la guerre et le déclenchement de la révolution de novembre. Groener lance alors un ultimatum au gouvernement du Reich pour qu’il soumette une demande d’armistice.
Le 9 novembre, Guillaume informe le chancelier qu’il souhaite renoncer à la couronne impériale, mais rester roi de Prusse. Cependant, le télégramme n’arrive à Berlin que vers midi, lorsque le chancelier du Reich annonce la renonciation de Guillaume aux deux couronnes. Parce que l’expansion des conseils d’ouvriers et de soldats dans toute l’Allemagne menace de créer un vide de pouvoir au sommet de l’État, Max de Bade cède par la suite son poste à Friedrich Ebert.  Entre-temps, un conseil de soldats a également été formé dans le Grand Quartier Général, et le Commandement de l’Armée n’a pas de troupes prêtes à être déployées contre le nouveau gouvernement. Le 10 novembre, Guillaume se rend de Spa à la frontière voisine avec les Pays-Bas et demande l’asile à la reine Wilhelmine. L'armistice avec l'Entente est signé le 11 novembre. L'abdication formelle de l'empereur n'a lieu que le 28 novembre puis le dernier prince allemand Guillaume de Wurtemberg renonce au pouvoir 2 jours plus tard.
Après l’armistice et la fuite de l’Empereur, la Commission allemande d’armistice (de) s’installe sur le site de l’ancien quartier général allemand. Le commandement de l’armée est transféré  au château Wilhelmshöhe près de Cassel, où il reste jusqu’au 11 février 1919. Pour la dernière fois, le quartier général est finalement transféré à Kołobrzeg. Un bataillon du régiment de grenadiers n° 5 y est transféré pour protéger l’OHL avec les citoyens de la ville en tant que Freikorps Hindenburg. Le 23 juin 1919, Groener plaide pour l’acceptation du traité de Versailles et, deux jours plus tard, il prend la direction du quartier général de Kolberg après la démission de Hindenburg. Le Grand Quartier général est dissous le 3 juillet 1919.

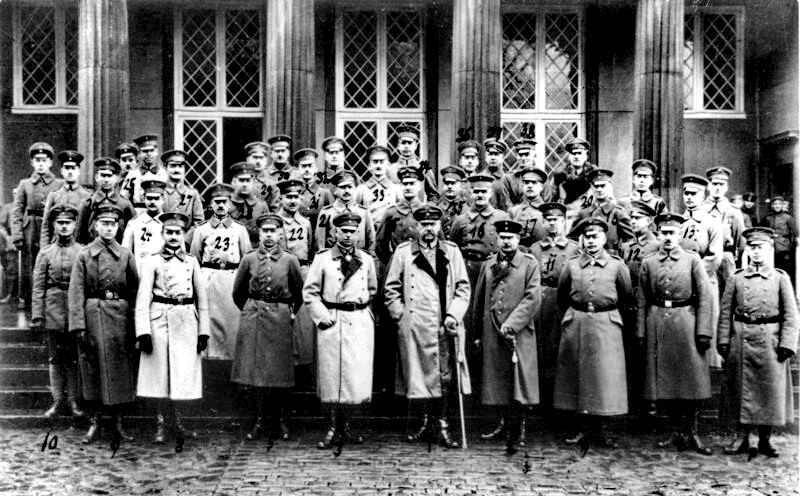
Officiers du Grand Quartier Général peu après l’armistice et le transfert du Commandement de l’Armée de Spa à Cassel.
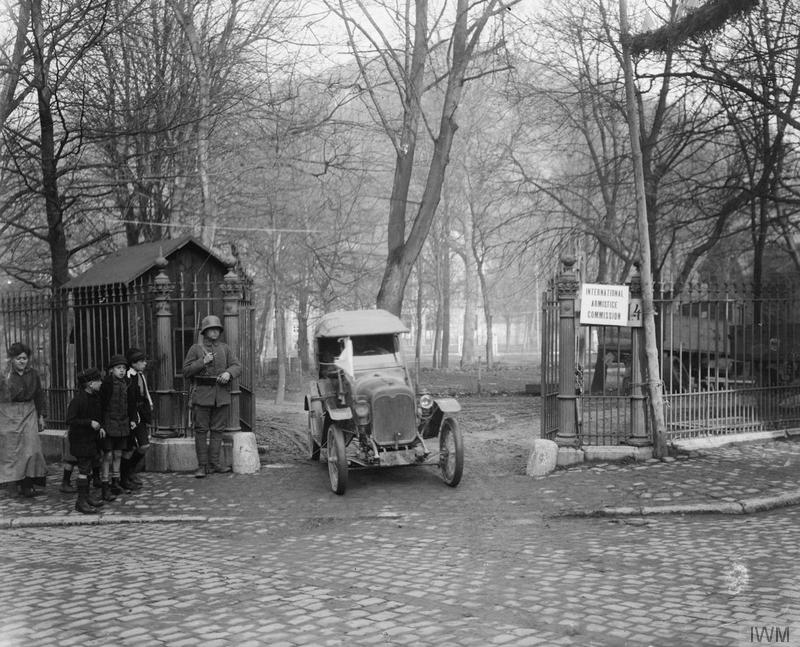
22 novembre 1918 : Une voiture allemande avec un drapeau blanc quitte le terrain de l’ancien quartier général de Spa où la Commission allemande d’armistice a déjà élu domicile
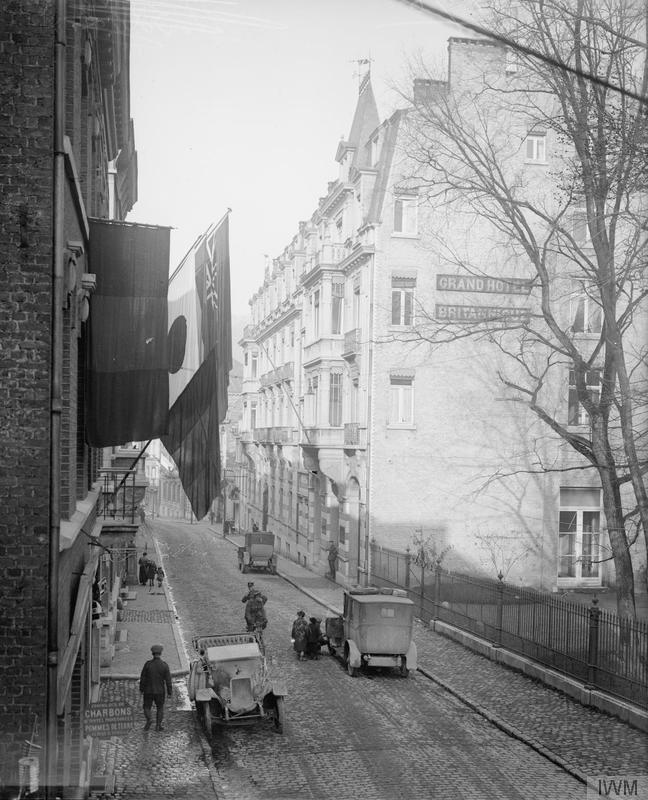
Le Grand hôtel britannique de Spa.
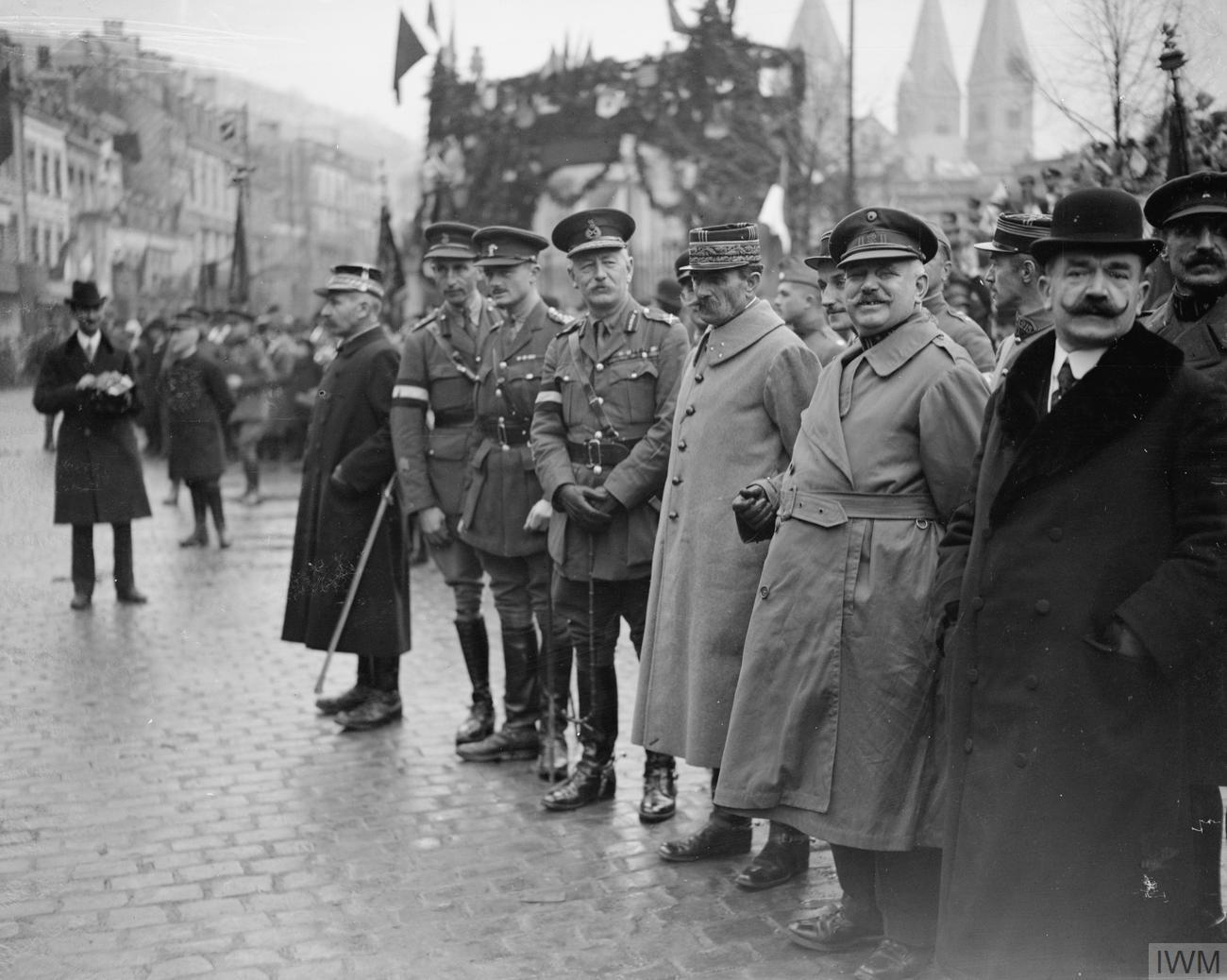
La capitulation de l’armée allemande sur le front occidental, photographie de John Warwick Brooke, 29 novembre 1918.
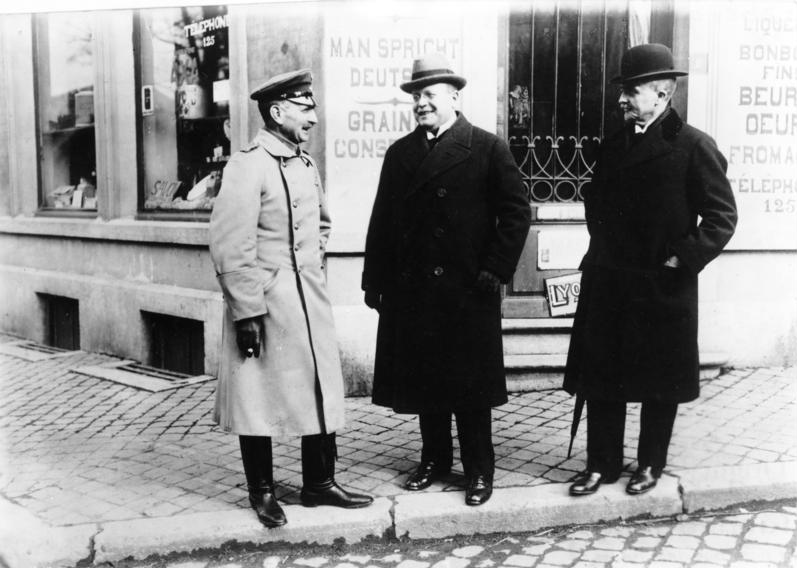
Le ministre d’État Matthias Erzberger avec le général Hans von Hammerstein-Gesmold et le sous-secrétaire d’État Ernest Langwerth de Simmern à Spa en 1919.
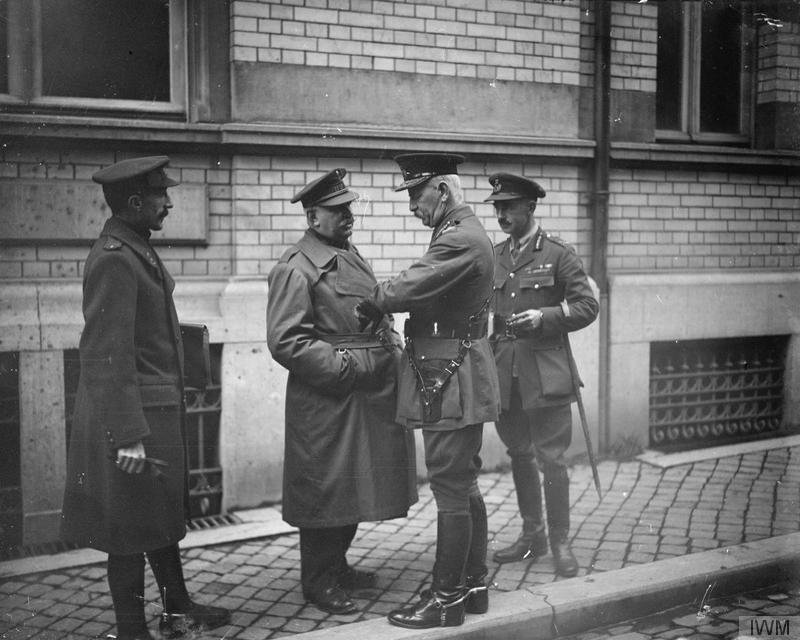
Discussion entre Richard Haking et Hector Delobbe le 29 novembre 1918.
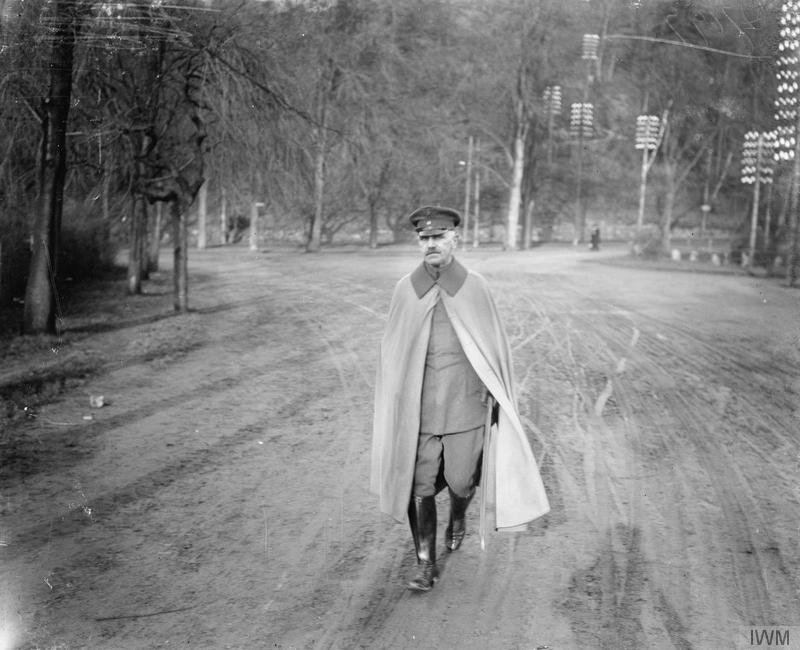
Detlof von Winterfeldt le 29 novembre 1918.
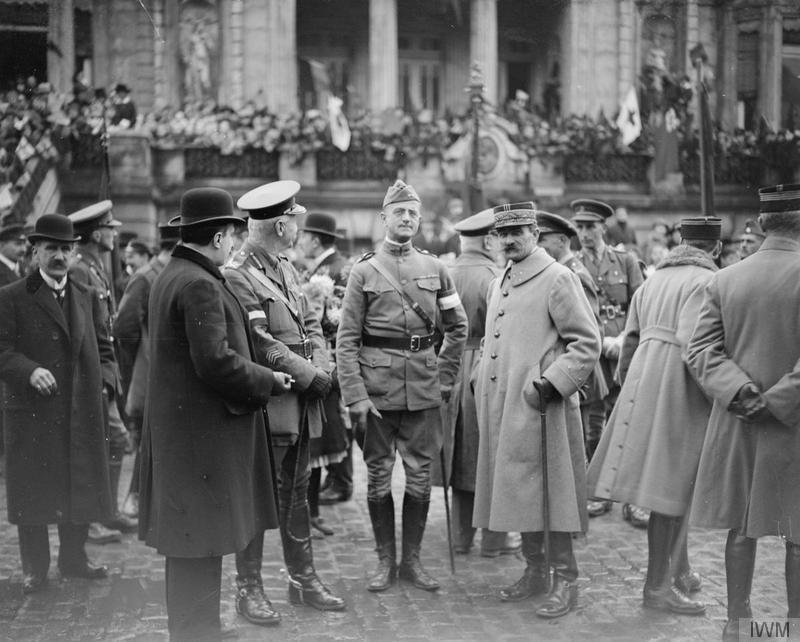
Richard Haking, Charles Rhodes et Alphonse Nudant le 29 novembre 1918.
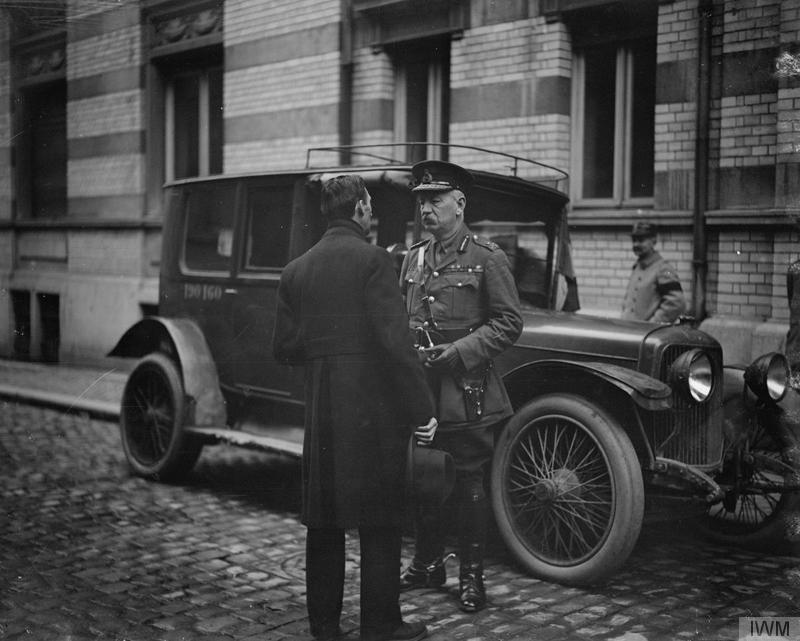
Richard Haking le 29 novembre 1918.